# Herriger Bäumchen

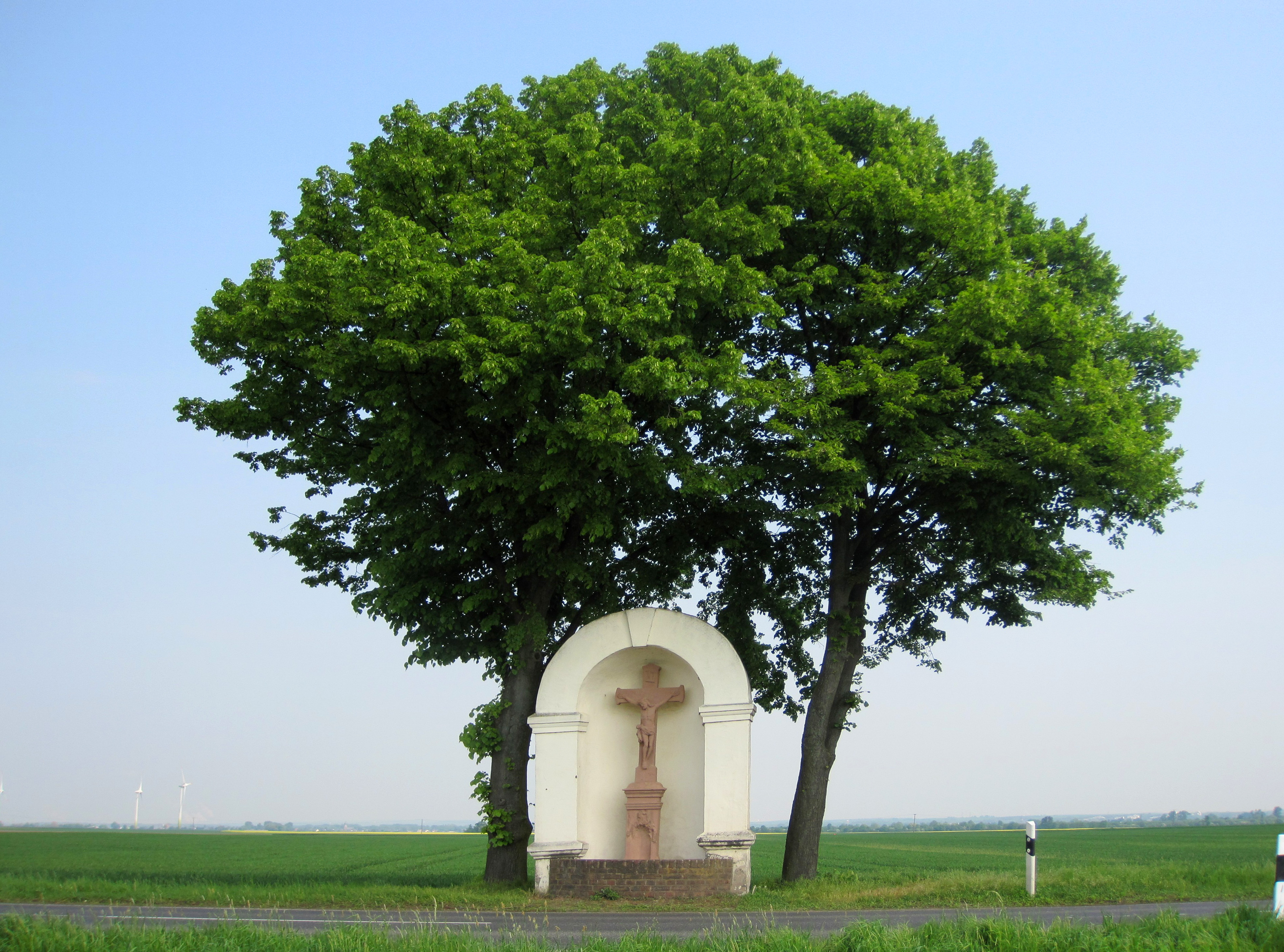
Herriger Bäumchen

Das Herriger Bäumchen ist ein unter Denkmalschutz stehender, von zwei  Lindenbäumen flankierter großer Bildstock des 18. Jahrhunderts am Ortsrand von Erftstadt-Lechenich.

## Lage
Der Standort des in der Umgangssprache „Herriger Bömsche“ genannten kleinen Bauwerkes befindet sich an der durch die freie Feldflur von  Lechenich nach Herrig führenden  Landstraße 263. Es ist ein schon von weitem sichtbarer Blickfang.

## Geschichte

### Ersterwähnung
Eine Linde am damaligen Herriger Weg wurde als Markierungspunkt bereits in frühen Urkunden angegeben. Schon im Jahre 1547 wurde in einem Pachtvertrag des Stiftes St. Aposteln in Köln mit dem Pächter des Zehnthofs in Lechenich bei der Beschreibung eines Ackerlandes von 20 Morgen der Zusatz verwandt, dass das Land an einem Stück bei dem Lindchen am Herriger Weg gelegen sei. Derartige Bezeichnungen, wie eine markante Baumgruppe oder sonstige Merkmale der Landschaft, waren allgemein üblich und ergänzten häufig als Ortsangabe die jeweilige Beschreibung eines Wiesen- oder Ackerstückes in Urkunden.

### Nutzung und Unterhaltung
Am Rand dieses „Kirchenlandes“ entstand wohl von privater Hand unter der Linde zum Dank für eine gute Ernte oder zum Gedenken eines Unglücks ein Ort des Gebetes, an dem zu unbekannter Zeit ein Bildstock (auch Heiligenhäuschen genannt) errichtet wurde, der wahrscheinlich aus einem bescheidenen Fachwerk bestand. Traditionell wurde dort an jährlich stattfindenden Prozessionen Station gemacht und von dem Pfarrer eine kurze Predigt gehalten, die er mit einer Segnung der gläubigen Teilnehmer abschloss.
Im Jahr 1724 ließ die damalige Stadt Lechenich das alte und baufällige Heiligenhäuschen auf ihre Kosten sanieren, doch nach einigen Jahrzehnten war das der Witterung ausgesetzte Bauwerk aus Lehm und Holz erneut reparaturbedürftig.
Als sich niemand aus der Gemeinde zum Wiederaufbau verantwortlich fühlte, ließen im Jahr 1791 der damalige kurfürstliche Oberkellner Josef Borlatti und seine Frau aus eigenen Mitteln für 100 Reichstaler an Stelle des zerfallenen Häuschens ein neues dauerhaftes aus Stein errichten, das mit einem „ausgehauenen schönen Kruzifixus“ versehen war.
1902 verunglückte hier der Bankier und leidenschaftliche Autofahrer Georg von Bleichröder, als er mit seinem Automobil von Düren nach Lechenich fuhr und dabei am Herriger Bäumchen mit einem Pferdefuhrwerk zusammenstieß.

## Beschreibung
Das heutige Bauwerk ist ein halbrunder, gewölbter Bildstock aus Backstein, der mit weiß gekalktem Putz überzogen wurde. Die Wölbung umschließt eine nach Süden offene Altarnische, die über einem gemauerten Sockel aus Ziegeln etwa einen halben Meter über dem Boden beginnt. Seitlich wird die Nische von Mauerwangen eingefasst, die Pilastern gleich gestaltet wurden und sich über angedeuteten Kämpfern als profilierte Gesimse gliedern. Sie werden nach oben zu einem Rundbogen, der durch einen ebenfalls nur angedeuteten Schlussstein geziert ist. Ein kleines Wegekreuz aus rotem Sandstein schmückt das Innere.
Dem auf einer Konsole die Altarplatte tragenden Erdsockel des Heiligenhäuschens wurde bei einer Restaurierung, die möglicherweise auch der Abfangung des linkslastig erscheinenden Bauwerks diente, eine kleine Mauer aus Ziegelstein vorgesetzt und der Sockel des Kreuzes, der wesentlich tiefer reicht als die heutige Straße, freigelegt.